# 중앙로 (영광군)
중앙로(Jungang-ro)는 전라남도 영광군 영광읍 학정교차로에서 영광군 영광읍 북문교차로를 잇는 도로이다.

## 주요 경유지
전라남도
- 영광군 (영광읍)

## 노선
| 이름                   | 접속 노선                       | 소재지 | 소재지 | 비고                |
| ---------------------- | ------------------------------- | ------ | ------ | ------------------- |
| 학정 교차로 (학정육교) | 국도 제22호선 (영광로)          | 영광군 | 영광읍 | 영광 방면 진입 불가 |
| 학정회전사거리         | 함영로                          | 영광군 | 영광읍 |                     |
| 군청사거리             | 물무로                          | 영광군 | 영광읍 |                     |
| 북문재                 |                                 | 영광군 | 영광읍 |                     |
| 북문 교차로            | 국도 제23호선 (영대로) 청보리로 | 영광군 | 영광읍 |                     |

## 주요시설및 건물
- 경동택배 전남영광학정 672영업소 (중앙로 25/학정리 672-25)
- 세븐일레븐 영광열린점 (중앙로 123/남천리 13-2)
- 미니스톱 영광해룡점 (중앙로 134/도동리 102-1)
- 영광군의용소방대 (중앙로 144/도동리 108-6)
- 빽다방 전남영광읍점 (중앙로 166/도동리 166-5)
- 농협 영광군지부 (중앙로 194/도동리 320)
- 영광우체국 (중앙로 200/무령리 368)
- 영광군 청 (중앙로 203/무령리 198-4)
- 농협 영광군출장소 (중앙로 203/무령리 198-4)
- 전라남도영광교육지원청 (중앙로 204/무령리 365)
- 광주지방법원 영광군법원 (중앙로 210/무령리 363)
- 영광경찰서 (중앙로 211/무령리 203)